# Роуп-джампинг
Роуп-джампинг (от англ. rope jumping, прыжки с верёвкой) — экстремальный вид спорта, прыжки с верёвкой с высокого объекта при помощи сложной системы амортизации из альпинистских верёвок и снаряжения. Прыжки бывают нескольких видов — со свободным падением и без свободного падения («маятник»). Во время прыжка опытные джамперы часто выполняют зрелищные акробатические трюки и элементы.

## История
Родоначальником этого движения считается американский скалолаз Дэн Осман, который понял, что именно боязнь срыва мешает ему проходить сложные маршруты. Для того чтобы побороть свой страх, Дэн Осман стал практиковать намеренные срывы, которые после переросли в отдельное увлечение и стали самостоятельно развиваться как отдельный вид спорта.
Слова скалолаза заставляют многое переосмыслить: «Общество буквально сбрасывает на людей свои стандарты, определяя, что — безопасно, а что — нет. Я всегда был другим. Люди смотрят на меня и говорят „ты — сумасшедший!“. Но то, что я делаю, я делаю для себя, ни для кого больше. Я не склонен к суициду. Когда вы сидите на диване, упёршись взглядом в „ящик“, вы умираете. Я себя чувствую наиболее живым, когда оказываюсь лицом к лицу со своим страхом».
Дэн Осман погиб, совершив свой последний прыжок с высотой свободного падения около 300 метров. Причиной гибели послужил обрыв верёвки.
Немало выдающихся команд во всём мире продолжают развивать роуп-джампинг. Осваиваются новые технические решения и новые высоты. Так было поставлено несколько мировых рекордов:
- 1—17 июля 2010 года команда RAPT (Санкт-Петербург) совместно с командой «Железный мост» (Украина) побили рекорд Д. Османа. Прыжок состоялся в Норвегии со скалы Кьераг. Высота свободного падения 288 м, общая высота 360 м[источник не указан 1462 дня]
- 19 октября 2012 года команда let’s fly (Россия), прыжок с воздушного шара, высота 3283 м над уровнем моря, 1623 м падения из них 1280 м свободного. Открыта новая категория прыжков с верёвкой «воздух-воздух»[источник не указан 1462 дня]
- 3 января 2015 года команды DROPROPE (Хабаровск, Владивосток), Фактор Падения (Москва) и Online Slacklines (Хабаровск) совместно осуществили проект Siways 460 — серию прыжков с самого высокого в мире моста Siduhe Bridge. Глубина свободного падения 392 м, общая глубина падения 486 м, высота объекта от дорожного полотна до воды 492 м[источник не указан 1462 дня]

## Безопасность
На прыжках безопасность определяется:
1. качеством снаряжения;
2. знаниями и подготовкой организаторов;
3. отлаженной взаимной работой организаторов.

У профессиональных команд используется только новое сертифицированное снаряжение лучших производителей (в частности Petzl (Франция), Венто (Россия), Singing Rock (Чехия), Tendon (Чехия), Black Diamond (США), ОАО Канат (Россия)), регулярно проверяется его состояние и заменяется при необходимости. Профессионалами применяются только надёжные узлы и крепления, а все страховки (верёвки, карабины и т. д.), которые отвечают за безопасную траекторию прыжка, дублированы. Снаряжение выдерживает нагрузки и при одной системе, поэтому при обрыве одной из систем сработает вторая. Кроме того, суммарная прочность двух систем превышает сумму прочностей каждой системы в отдельности. То есть обрыв даже одной системы крайне маловероятен. На участках, где возможно перетирание верёвок (например, на креплениях к конструкциям), используются 3—4 страховки с протекторами. Вспомогательные страховки, как правило, не дублируются за ненадобностью. Прочность каждого элемента страховки многократно превышает возникающие во время прыжков нагрузки. Например, карабины держат по 3—5 тонн на разрыв, верёвки по 2—3 тонны на разрыв при статических нагрузках, но не при динамических.
Со времён первооткрывателя роуп-джампинга Дэна Османа альпинистское снаряжение и верёвки стали значительно лучше, с каждым годом совершенствуются такие показатели, как прочность, износостойкость и практичность. Среди профессиональных команд принято использовать только новейшее снаряжение, сертифицированное по международному стандарту UIAA — это организация, представляющая собой объединение 88 национальных альпинистских групп и организаций (федераций, ассоциаций, клубов) из 76 стран мира, которая представляет миллионы альпинистов во всём мире).
За всю историю существования данного вида экстремальной активности была наработана немалая база знаний и методов организации страховки при прыжках с объектов разной сложности, в результате чего была отлажена и выработана современная модель организации страховки при прыжках с верёвкой. Данная модель является надёжной и безопасной.
Основные принципы работы такой системы заключаются в том, чтобы организовать безопасную и надёжную верёвочную страховку с достаточным амортизационным эффектом. Амортизация рывка происходит за счёт растяжения верёвок и дуговой траектории торможения. Следует отметить, что в отличие от банджи-джампинга, где используется специальная резинка, верёвка не дает обратного хода, что исключает риск запутывания джампера в ней. После «подхвата» верёвкой джампер уходит в «маятник», то есть в качание на верёвке. Совокупность этих условий даёт эффект плавного нарастания нагрузки при «подхвате».
Траектории маятника всегда проверяются и тестируются. Система разрабатывается таким образом, чтобы все возможные траектории были безопасны. Так, при прыжках с верёвкой со зданий или вышек предусмотрен откат страховки на блок-роликах от статичного объекта для избежания столкновения с ним.
Точка, с которой осуществляется прыжок с верёвкой, носит название «выход» (exit). Все подходы к выходу, несущие с собой угрозу падения с высоты, обеспечиваются дополнительными индивидуальными или групповыми средствами защиты от падения с высоты.

## Техника
Использование мобильного альпинистского снаряжения позволяет организовать прыжки в зависимости от конкретного объекта, что позволяет не быть привязанными к определённым точкам и побывать в разных местах. Команды джамперов привозят снаряжение на подходящие объекты (здания, мосты, скалы), с которых и устраивают прыжки. При прыжках используется следующее снаряжение:
- Страховочная система — «обвязки» (верх и низ) с широкими поясными и ножными ремнями. Используются верх и низ либо полная система, поскольку прыжки в одной «беседке» очень опасны для позвоночника.
- Верёвки — набор динамических и статических верёвок, которые используются в сочетании друг с другом (в зависимости от назначения), диаметром 10—11 мм, так как именно на этот размер рассчитана большая часть зажимов и спусковых устройств. Далее, в зависимости от места и способа могут применяться страховочные верёвки, верёвка для спуска или подъёма прыгающих, верёвка для подъёма основной верёвки (грузовая). У верёвок есть ресурс, поэтому необходима их периодическая замена.
- Петли — специальные альпинистские петли из стропы, используемые для крепления за конструкции.
- Металлические тросы для крепления за металлоконструкции, где велик риск перетирания петель или верёвок.
- Протекторы — специальные протекторы, предохраняющие верёвки от перетирания.
- Карабины для закрепления, зажимы для подъёма, самоблокирующиеся спусковые устройства для спуска.
- Блок–ролики.
- Каска. Защищает голову как от небольших предметов, которые могут упасть на прыгающего человека (например, мелкие камешки при прыжке со скал), так и от удара верёвкой по лицу при неправильном выполнении прыжка.